# Copa do Brasil de Futebol Feminino 2009
Der Wettbewerb um die Copa do Brasil de Futebol Feminino 2009 war die dritte Austragung des nationalen Verbandspokals im Frauenfußball der Confederação Brasileira de Futebol (CBF) in Brasilien. Pokalsieger wurde der Vorjahresgewinner Santos FC aus Santos im Bundesstaat São Paulo.
Der Pokalsieg war mit der Qualifikation zur Copa Libertadores Femenina 2010 verbunden.

## Modus
Der Wettbewerb wurde in einem Rundenturnier ausgetragen, den die teilnehmenden zweiunddreißig Vereine im K.-o.-System bestreiten mussten. Jede Runde bis zum Viertelfinale wurde ein Hin- und Rückspiel gespielt, in denen die Auswärtstorregelung galt. Hatte aber eine Gastmannschaft das Hinspiel mit einer Differenz von mindestens drei Toren gewonnen, ist das Rückspiel zu ihren Gunsten entfallen. Dies galt nur für die erste Runde.
Die Partien des Halbfinales sowie das Spiel um Platz 3 und das Finale wurden jeweils in nur einem Spiel entschieden.

## Teilnehmende Vereine
| Bundesstaat         | Verein                | Qualifikation              |
| ------------------- | --------------------- | -------------------------- |
| Acre                | Assemurb FC           | Staatsmeister 2008         |
| Alagoas             | CESMAC                | Staatsmeister 2008         |
| Amapá               | Oratório RC           | Staatsmeister 2008         |
| Amazonas            | AA Nílton Lins        | Staatsmeister 2008         |
| Bahia               | São Francisco EC      | Staatsmeister 2008         |
| Ceará               | Caucaia EC            | Staatsmeister 2008         |
| Distrito Federal    | CRESSPOM              | Staatsmeister 2008         |
| Espírito Santo      | AD Ferroviária        | Staatsmeister 2008         |
| Goiás               | Aliança FC            | Staatsmeister 2008         |
| Maranhão            | EC Boa Vontade        | Staatsmeister 2008         |
| Mato Grosso         | Mixto EC              | Staatsmeister 2009         |
| Mato Grosso do Sul  | EC Comercial          | Staatsmeister 2008         |
| Minas Gerais        | AER Iguaçu            | Staatsmeister 2008         |
| Minas Gerais        | Atlético Mineiro      | Staatsmeister-Vize 2008    |
| Pará                | Pinheirense EC        | Staatsmeister 2008         |
| Paraíba             | Botafogo FC           | Staatsmeister 2008         |
| Paraná              | Novo Mundo FC         | Staatsmeister 2008         |
| Pernambuco          | Sport Recife          | Staatsmeister 2008         |
| Piauí               | SE Tiradentes         | Staatsmeister 2008         |
| Rio de Janeiro      | Volta Redonda FC      | Staatsmeister 2009         |
| Rio de Janeiro      | CEPE-Caxias           | Staatsmeister-Vize 2009    |
| Rio Grande do Norte | Potiguar EC           | Staatsmeister 2008         |
| Rio Grande do Sul   | EC Pelotas            | Staatsmeister 2008         |
| Rio Grande do Sul   | Porto Alegre FC       | Staatsmeister-Vize 2008    |
| Rondônia            | AF Juventus           | Staatsmeister 2008         |
| Roraima             | São Raimundo EC       | Staatsmeister 2008         |
| Santa Catarina      | AE Kindermann         | Staatsmeister 2008         |
| São Paulo           | Botucatu FC           | Staatsmeister 2008         |
| São Paulo           | Saad EC               | Staatsmeister-Vize 2008    |
| São Paulo           | Santos FC             | Staatsmeister-Dritter 2008 |
| Sergipe             | AD Atlético Gloriense | Staatsmeister 2008         |
| Tocantins           | Vila São José EC      | Staatsmeister 2008         |

## Erste Runde
Spielaustragungen zwischen dem 24. September und 1. Oktober 2009.
|                       | Gesamt |                  | Hinspiel | Rückspiel |
| --------------------- | ------ | ---------------- | -------- | --------- |
| São Raimundo EC       | 3:2    | AA Nílton Lins   | 3:0      | 0:2       |
| AF Juventus           | 2:5    | Assemurb FC      | 0:1      | 2:4       |
| Oratório RC           | 3:9    | Pinheirense EC   | 2:2      | 1:7       |
| SE Tiradentes         | 7:3    | EC Boa Vontade   | 2:2      | 5:1       |
| AD Atlético Gloriense | 0:6    | São Francisco EC | 0:6      | ---       |
| CESMAC                | 7:2    | Potiguar EC      | 3:1      | 4:1       |
| Botafogo FC           | 0:4    | Sport Recife     | 0:4      | ---       |
| Vila São José EC      | 0:4    | Caucaia EC       | 0:4      | ---       |
| Mixto EC              | 2:2    | Aliança FC       | 1:0      | 1:2       |
| CRESSPOM              | 1:4    | Santos FC        | 1:4      | ---       |
| Atlético Mineiro      | 4:1    | Volta Redonda FC | 2:0      | 2:1       |
| Novo Mundo FC         | 14:10  | EC Pelotas       | 8:0      | 6:1       |
| AER Iguaçu            | 4:6    | Saad EC          | 2:4      | 2:2       |
| EC Comercial          | 00:10  | Botucatu FC      | 0:2      | 0:8       |
| AD Ferroviária        | 1:5    | CEPE-Caxias      | 1:5      | ---       |
| AE Kindermann         | 4:2    | Porto Alegre FC  | 2:2      | 2:0       |

## Zweite Runde
Spielaustragungen zwischen dem 22. und 29. Oktober 2009.
|                 | Gesamt |                  | Hinspiel | Rückspiel |
| --------------- | ------ | ---------------- | -------- | --------- |
| São Raimundo EC | 7:2    | Assemurb FC      | 3:1      | 4:1       |
| SE Tiradentes   | 3:5    | Pinheirense EC   | 2:2      | 1:3       |
| CESMAC          | 01:14  | São Francisco EC | 1:4      | 0:10      |
| Caucaia EC      | 4:2    | Sport Recife     | 2:0      | 2:2       |
| Novo Mundo FC   | 6:3    | Atlético Mineiro | 4:2      | 2:1       |
| Botucatu FC     | 9:5    | Saad EC          | 2:3      | 7:2       |
| AE Kindermann   | 1:2    | CEPE-Caxias      | 1:2      | 0:0       |

## Viertelfinale
Spielaustragungen zwischen dem 12. und 19. November 2009.
|                 | Gesamt |                  | Hinspiel | Rückspiel |
| --------------- | ------ | ---------------- | -------- | --------- |
| São Raimundo EC | 08:12  | Pinheirense EC   | 4:6      | 2:6       |
| Caucaia EC      | 1:7    | São Francisco EC | 1:2      | 0:5       |
| Novo Mundo FC   | 00:11  | Santos FC        | 0:4      | 0:7       |
| CEPE-Caxias     | 3:7    | Botucatu FC      | 2:2      | 1:5       |

## Halbfinale
Spielaustragungen am 26. und 27. November 2009.
|             | Ergebnis |                  |
| ----------- | -------- | ---------------- |
| Santos FC   | 8:0      | Pinheirense EC   |
| Botucatu FC | 6:0      | São Francisco EC |

## Spiel um Platz 3
Spielaustragungen am 1. Dezember 2009.
|                | Ergebnis |                  |
| -------------- | -------- | ---------------- |
| Pinheirense EC | 1:5      | São Francisco EC |

## Finale
| Santos FC                                           | Santos FC | Botucatu FC | Botucatu FC |
| --------------------------------------------------- | --- | --- | ----------- |
| Santos FC                                           | \| 1. Dezember 2009 in São Paulo (Estádio do Pacaembu) \| \| Ergebnis: 3:0 (1:0) \| \| Schiedsrichter: Regildenia de Holanda Moura \| | \| 1. Dezember 2009 in São Paulo (Estádio do Pacaembu) \| \| Ergebnis: 3:0 (1:0) \| \| Schiedsrichter: Regildenia de Holanda Moura \| | Botucatu FC |
| Santos FC                                           | Cheftrainer: Kleiton Lima | Cheftrainer: Édson Castro | Botucatu FC |
| Santos FC                                           | 1:0 Marta (10.) 2:0 Cristiane (39.) 3:0 Marta (71.)                                                                                   | | Botucatu FC |
| 1. Dezember 2009 in São Paulo (Estádio do Pacaembu) | | |             |
| Ergebnis: 3:0 (1:0)                                 | | |             |
| Schiedsrichter: Regildenia de Holanda Moura         | | |             |

## Beste Torschützin
| Rang | Spieler | Klub      | Tore |
| ---- | ------- | --------- | ---- |
| 1.   | Marta   | Santos FC | 18   |

## Weblink
- www.rsssfbrasil.com – Saisonstatistik Copa do Brasil Feminino 2009. (englisch)